# Утпалапіда
Утпалапіда (*д/н — бл. 855) — самраат Кашмірської держави в 845/853—855 роках.

## Життєпис
Походив з династії Каркота. Син самраата Аджітапіди. Поставлений на трон між 845 і 853 роками Сухаварманом, який мав фактичну владу. Через декілька років останній спробував захопити трон остаточно, але зазнав поразки і загинув.
Відбувається розпад вже власне Кашмірських земель, де прикордонні феодали стали самостійними. Разом з тим ймовірно самраат мав ще достатньо влади і грошей, оскільки звів храм Ратнасваміна.
Близько 855 року повалений Авантіварманом, сином Сухавармана. Династія Каркота припинила своє існування.